# Форт Саскачеван
Форт Саскачеван (енгл. Fort Saskatchewan) је град у централном делу канадске преријске провинције Алберта. Смештен је у средишњем делу тока реке Северни Саскачеван, на 25 км североисточно од провинцијског административног центра Едмонтона и једна је од 24 општине које чине подручје Великог Едмонтона. 
Према резултатима пописа из 2012. у граду је живело 20.475 становника, што је за скоро 10% већи број у односу на 2010. годину (18.653). Основу популације чине Англоканађани, тако да је за 91,7% становника матерњи језик енглески. Највеће мањинске заједнице у граду према подацима из 2006. су Кинези (95 становника) и Филипинци (55 становника).
Насеље Форт Саскачеван је основано 1875. као утврђење на реци Северни Саскачеван које је 1899. добило статус села. Форт Саскачеван постаје варош 1904, а већ годину дана касније до њега стиже и железница, а насеље добија и свој први мост преко реке. Насеље је 1. јула 1985. добило статус града и општине у оквиру метрополитанског подручја Велики Едмонтон.
Град се налази у индустријској зони, највећој у подручју западно од Торонта у Канади, а привредну основу чини тешка инустрија и трговина те услужне делатности. У граду од 1954. ради велика рафинерија никла у власништву комапније Шерит. Ту су још и погони хемијске, нафтне и прехрамбене индустрије. У близини града налази се национални парк Елк Ајланд.
Једна од знаменитости и симбола града је стадо од 50 оваца које током летњих месеци бораве у централном градском парку, а маскота града је овца по имену Оги (Auggie).
У Форт Саскачевану је рођена глумица Еванџелин Лили која се прославила улогама у научнофанастичној серији Изгубљени и филму Катанац за бол. У локалном јуниорском тиму своје каријере су почели данас професионални играчи хокеја на леду Реј Витни, Мајк Комодор и Џефри Лупул. 

## Становништво
| 1996.  | 2001.  | 2006.  | 2011.  |
| ------ | ------ | ------ | ------ |
| 12.408 | 13.121 | 14.957 | 19.051 |